# 松下祥子
松下 祥子（まつした さちこ、1953年 - ）は、日本の翻訳家。
上智大学外国語学部英語学科、津田塾大学卒業。 

## 翻訳
- 『長靴をはいた猫』（エド・マクベイン、早川書房、ハヤカワ・ミステリ、ホープ弁護士シリーズ） 1989、のち文庫
- 『ぼく、ガンだったの? : 死にゆく子どものケア』（ロバート・W・バッキンガム、春秋社） 1989
- 『ジョーイの場合は』（K・C・コンスタンティン、ハヤカワ文庫、ミステリアス・プレス文庫) 1989
- 『血の権利』（マイク・フィリップス、早川書房、Hayakawa novels） 1990
- 『手負いの狩人』（ウェンデル・マコール、早川書房、ハヤカワ・ミステリ文庫） 1990
- 『過ぎし日の殺人』（メアリ・ルー・ベネット、早川書房、ハヤカワ・ミステリ） 1990
- 『黒い霧の街』（マイク・フィリップス、早川書房、Hayakawa novels） 1991
- 『セイレーンは死の歌をうたう』（サラ・コードウェル、早川書房、ハヤカワ・ミステリ） 1991
- 『私書箱9号』（ジャック・オコネル、早川書房、The Mysterious Press） 1992、のち文庫
- 『禁猟区』（ウェンデル・マコール、早川書房、ハヤカワ・ミステリ文庫） 1992
- 『リジーが斧をふりおろす』（ウォルター・サタスウェイト、早川書房、ハヤカワ・ミステリ） 1992
- 『鏡のなかの影』（フランセス・ファイフィールド、早川書房、ハヤカワ・ミステリ） 1993
- 『娼婦たち』（ジェイムズ・クラムリー、大久保寛,松下祥子訳、早川書房、Hayakawa novels） 1993
- 『デッドライン』（マーシー・ハイディッシュ、早川書房、ハヤカワ・ミステリ文庫） 1993
- 『呪縛の炎』（マーシー・ハイディッシュ、早川書房、ハヤカワ・ミステリ文庫） 1994
- 『遊戯室』（フランセス・ヘガティ、早川書房、ハヤカワ・ミステリ） 1994
- 『薄明かりの部屋』（フランセス・ヘガティ、早川書房、ハヤカワ・ミステリ） 1995
- 『妨害電波』（ジャック・オコネル、早川書房、The Mysterious Press） 1995
- 『聖女が眠る村』（フランセス・ファイフィールド、早川書房、ハヤカワ・ミステリ） 1996
- 『真紅の呪縛 : ヴァンパイア奇譚』（トム・ホランド、早川書房、ハヤカワ文庫NV） 1997
- 『マスカレード』（ゲイル・リンズ、早川書房） 1997、のちハヤカワ文庫NV（上・下） 2000
- 『雨を呼ぶ男』（スージー・マローニー、早川書房、Hayakawa novels） 1998
- 『罪と過ちの夜』（アリソン・テイラー、早川書房、ハヤカワ・ミステリ） 1999
- 『扉の中』（デニーズ・ミーナ、早川書房、ハヤカワ・ミステリ） 1999
- 『酸素男』（スティーヴ・ヤーブロウ、早川書房、ハヤカワ文庫NV） 2000
- 『紙の迷宮』上・下（デイヴィッド・リス、早川書房、ハヤカワ・ミステリ文庫） 2001
- 『箱の中の書類』（ドロシー・セイヤーズ、早川書房、ハヤカワ・ミステリ） 2002
- 『バッファロー・ソルジャーズ』（ロバート・オコナー、早川書房、ハヤカワ文庫NV） 2002
- 『パズルレディと赤いニシン』（パーネル・ホール、早川書房、ハヤカワ・ミステリ文庫） 2003
- 『パディントン発4時50分』（アガサ・クリスティー、早川書房、ハヤカワ文庫、クリスティー文庫） 2003
- 『珈琲相場師』（デイヴィッド・リス、早川書房、ハヤカワ・ミステリ文庫） 2004
- 『忙しい蜜月旅行』（ドロシイ・セイヤーズ、早川書房、ハヤカワ・ミステリ文庫） 2005
- 『紳士同盟』（ジョン・ボーランド、早川書房、ハヤカワ・ミステリ） 2006
- 『漆黒の鳥』（ジョエル・ローズ、早川書房、Hayakawa novels） 2007
- 『赤い夏の日』（オーサ・ラーソン、早川書房、ハヤカワ・ミステリ文庫） 2008
- 『オーロラの向こう側』（オーサ・ラーソン、早川書房、ハヤカワ・ミステリ文庫） 2008
- 『黒い氷』（オーサ・ラーソン、早川書房、ハヤカワ・ミステリ文庫） 2009
- 『アフリカの百万長者』（グラント・アレン、論創社、論創海外ミステリ、ホームズのライヴァルたち） 2012
- 『恐怖の島』（サッパー、論創社、論創海外ミステリ） 2014
- 『レトリックの話 話のレトリック : アリストテレス修辞学から大統領スピーチまで』（サム・リース、論創社） 2014

### レジナルド・ヒル
- 『秘められた感情』（レジナルド・ヒル、早川書房、ハヤカワ・ミステリ文庫） 1996
- 『四月の屍衣』（レジナルド・ヒル、早川書房、ハヤカワ・ミステリ文庫） 1997
- 『幻の森』（レジナルド・ヒル、早川書房、ハヤカワ・ミステリ、ダルジール警視シリーズ） 1998
- 『武器と女たち』（レジナルド・ヒル、早川書房、ハヤカワ・ミステリ、ダルジール警視シリーズ） 2001
- 『死の笑話集』（レジナルド・ヒル、早川書房、ハヤカワ・ミステリ、ダルジール警視シリーズ） 2004
- 『真夜中への挨拶』（レジナルド・ヒル、早川書房、ハヤカワ・ミステリ、ダルジール警視シリーズ） 2006
- 『異人館』（レジナルド・ヒル、早川書房、ハヤカワ・ミステリ） 2007
- 『ダルジールの死』（レジナルド・ヒル、早川書房、ハヤカワ・ミステリ、ダルジール警視シリーズ） 2008
- 『死は万病を癒す薬』（レジナルド・ヒル、早川書房、Hayakawa pocket mystery books、ダルジール警視シリーズ） 2009
- 『午前零時のフーガ』（レジナルド・ヒル、早川書房、Hayakawa pocket mystery books、ダルジール警視シリーズ） 2011